# Towie

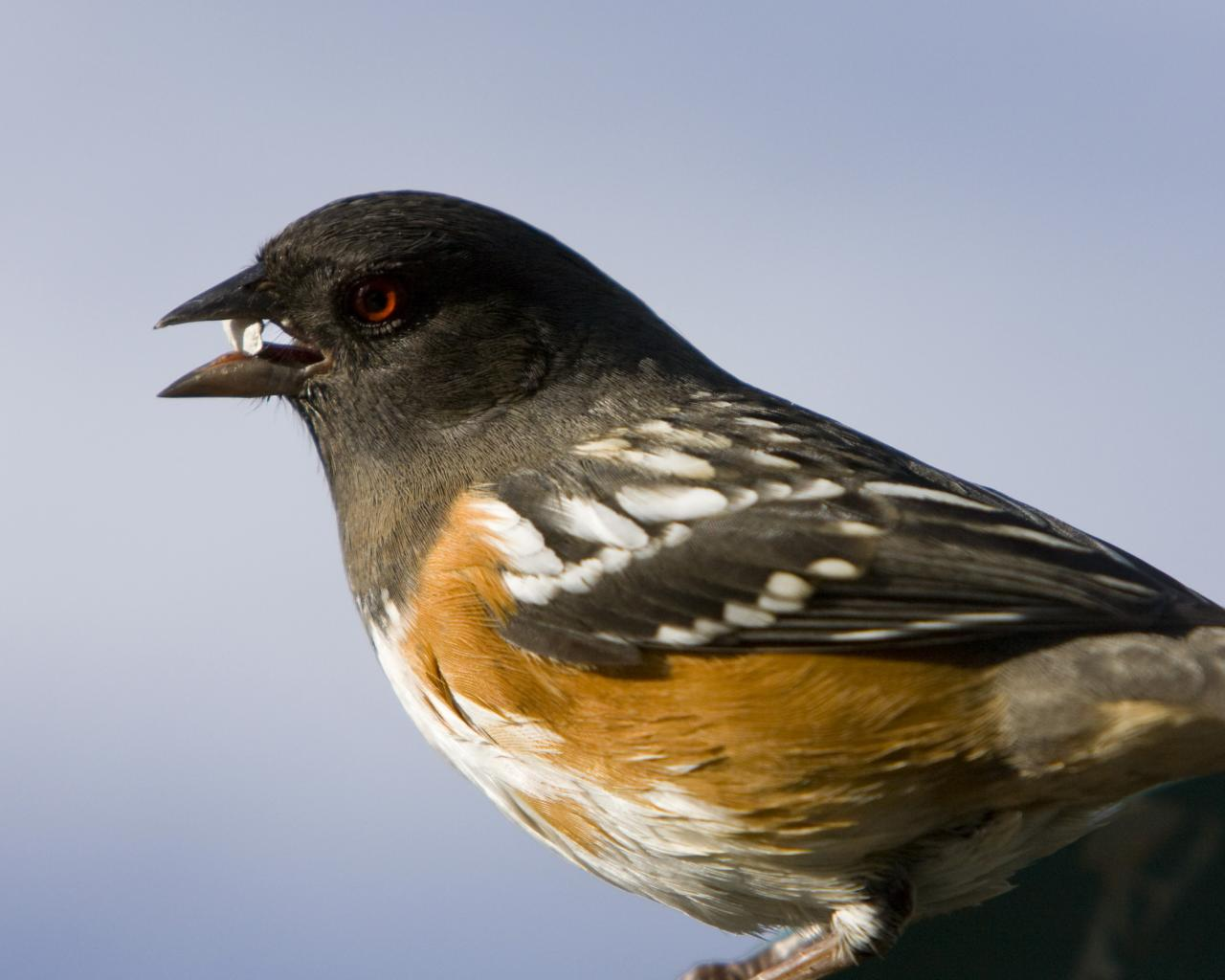
Gevlekte towie (Pipilo maculatus)

Een towie is een van een aantal vogelsoorten uit de geslachten Pipilo en Melozone van de familie Amerikaanse gorzen (Passerellidae, die ook junco's omvat).
Towies hebben doorgaans een langere staart dan andere leden van de Amerikaanse gorzen. De meeste soorten towies zijn vrij menschenschuw, waardoor ze niet erg bekend zijn. De uitzondering hiervan is de roodflanktowie P. erythrophthalmus, die een stuk brutaler is. De towie kan onder andere gespot worden in stedelijke parken en tuinen.

## Taxonomie
De taxonomie van de towie is zeer omstreden. Er zijn twee soortencomplexen gedetermineerd, namelijk de roodzijdige groep (Pipilo erythrophthalmus, P. maculatus, P. socorroensis, P. ocai en P. chlorurus), en de bruine groep (Melozone crissalis, M. fuscus, M. aberti en M. albicollis). Het juiste onderscheid in deze groepen is nog omstreden en is door de jaren heen veranderd. De huidige professionals beschouwen alle vier de soorten in als de bruine ondersoort, hoewel M. fuscus en M. crissalis vroeger als één soort werden gezien. Hybrides tussen sommige towiesoorten komen vaak voor, met name tussen de Mexicaanse towies van de soorten P. maculatus ("olijfkleurige Towie", P. m. macronyx ) en P. ocai .

## GeslachtMelozone
- Zwartkintowie (Melozone aberti)
- Californische towie (Melozone crissalis),
- Bruine towie (Melozone fusca)
- Witkeeltowie (Melozone leucotis)

## GeslachtPipilo
- Groenstaarttowie (Pipilo chlorurus),
- Kraagtowie (Pipilo ocai),
- Roodflanktowie (Pipilo erythrophthalmus),
- Gevlekte towie (Pipilo maculatus),
- Bermudatowie (Pipilo naufragus) - uitgestorven